# Al Anbar
Al Anbar (arabisk: محافظة الأنبار; muḥāfaẓat al-’Anbār) er Iraks største provins, provinsen har 1.561.400(2011) indbyggere. Anbar har sit navn fra det arabiske ord for ædelstenen rav.
Al Anbar deler grænser med både Syrien, Jordan og Saudi-Arabien og strækker sig helt ind i det centrale Irak. 
Den største by og hovedby i Al Anbar, hedder Ramadi. Af andre kendte byer kan nævnes Fallujah.